# 志村香
志村 香（しむら かおり、本名：同じ、1969年7月30日 - ）は、1980年代後半に活動した女優、歌手。東京都墨田区出身。所属事務所は芸映プロダクション。堀越高等学校卒業。血液型はB型。レコード会社は日本コロムビア。

## 略歴
1969年7月30日、東京都墨田区の病院で三姉弟の長女として誕生する。中学3年生だった1984年9月、映画『パンツの穴』2作目のオーディションに応募。同年12月9日に西武百貨店池袋本店イベントスペースで行われた最終オーディションにおいて58,117名の中から選ばれヒロインの座を射止めた。
翌1985年4月公開の映画『パンツの穴 花柄畑でインプット』で主役デビューを果たすと共に、4月21日には「曇り、のち晴れ」でアイドル歌手デビューも果たす（この曲は後に酒井法子がオーディションの際に歌い、また楽曲を提供した尾崎亜美は1986年にセルフカバーアルバム『POINTS-2』の1曲目に同曲を収録している）。
当初のプロモーションはアイドル雑誌との連携など、前年デビューで系列事務所の菊池桃子を踏襲した展開で行われた。アイドル雑誌のグラビアや国内2輪ロードレースのイベントなどにゲスト出演することもあった。しかし、アイドル歌手としても女優としてもヒット作には恵まれず、所属事務所との契約が満了したことを機に引退に至った。

## ディスコグラフィ
シングルは1985年から86年までの間に5枚発売されたが、オリコンチャート最高位は「曇り、のち晴れ」と「星のシンフォニー」の22位。なお、5枚ともチャートインを果たしている。
また、アルバムはオリジナル・ベスト・他アイドルとのオムニバス盤がそれぞれ1枚ずつ発売されている。

### シングル
- 全て日本コロムビアからリリース。

| # | 発売日          | A/B面 | タイトル               | 作詞       | 作曲       | 編曲       | 規格品番 |
| - | --------------- | ----- | ---------------------- | ---------- | ---------- | ---------- | -------- |
| 1 | 1985年 4月21日  | A面   | 曇り、のち晴れ         | 尾崎亜美   | 尾崎亜美   | 新川博     | AH-583   |
| 1 | 1985年 4月21日  | B面   | まぶしいSeventeen      | 三浦徳子   | 馬飼野康二 | 馬飼野康二 | AH-583   |
| 2 | 1985年 7月24日  | A面   | 星のシンフォニー       | 三浦徳子   | 林哲司     | 新川博     | AH-625   |
| 2 | 1985年 7月24日  | B面   | ハートはサッカーボール | 夏目純     | 松宮恭子   | 鷺巣詩郎   | AH-625   |
| 3 | 1985年 10月30日 | A面   | 秋風はあなた           | 三浦徳子   | 林哲司     | 新川博     | AH-677   |
| 3 | 1985年 10月30日 | B面   | いけないボーイフレンド | 天野滋     | 天野滋     | 新川博     | AH-677   |
| 4 | 1986年 3月21日  | A面   | 危険がいっぱい         | 小坂明子   | 馬飼野康二 | 船山基紀   | AH-722   |
| 4 | 1986年 3月21日  | B面   | 夢色NIGHT DOLL         | 友井久美子 | 小森田実   | 新川博     | AH-722   |
| 5 | 1986年 8月21日  | A面   | 知りたがり             | 竹花いち子 | 馬飼野康二 | 馬飼野康二 | AH-762   |
| 5 | 1986年 8月21日  | B面   | 八月の雫               | 森雪之丞   | 高橋千治   | 馬飼野康二 | AH-762   |

### アルバム

#### ベスト・アルバム
- アイドル・ミラクルバイブルシリーズ 志村香 ベスト（2003年12月3日／COCP-32484）

#### オムニバス・アルバム
- キューティーズ・クリスマス（1988年11月1日／25CA-2743）
  - 志村の歌唱曲「微笑のプレゼント」収録。
  - 共演：島田奈美、白田あゆみ、増田未亜、後藤久美子、守谷香

## 書籍
- 志村香写真集 はじけそう（1986年4月25日初版）

## 出演

### 映画
- パンツの穴 花柄畑でインプット（1985年4月13日、東映系公開） - 雨宮麗子 役 ※主演
- いとしのエリー（1987年4月11日、東宝系公開） - 隣野美代子 役

### テレビドラマ
- セーラー服通り（1986年1月10日 - 3月28日、TBS系）
- 放課後（1986年3月27日、フジテレビ系 木曜ドラマストリート）
- 夏・体験物語2（1986年7月29日 - 10月14日、TBS系） - 黒木泉 役

このドラマでは、ツッパリ役で活発的な少女で役をこなしていた。
- 時間ですよ ふたたび 第3話（1988年7月25日、TBS系） - 杉本かおり 役

### バラエティ
- パオパオチャンネル（テレビ朝日系）
- ギブUPまで待てない!!ワールドプロレスリング（1987年、テレビ朝日）

### ラジオ
- ラジオDE ME HER ヤングアイドル・ナイトパーティ（1985年10月 - 1986年4月、文化放送）

### CM
- 雪印乳業
  - バニラブルー（1985年） - BGMに『曇り、のち晴れ』が使われた。
  - 湯上りアイス（1986年）